# Erythroxylum raimondii
Erythroxylum raimondii är en tvåhjärtbladig växtart som beskrevs av Otto Eugen Schulz. Erythroxylum raimondii ingår i släktet Erythroxylum och familjen Erythroxylaceae. Inga underarter finns listade i Catalogue of Life.